# ホードメゼーヴァーシャールヘイ
ホードメゼーヴァーシャールヘイ （マジャル語:Hódmezővásárhely、ドイツ語:Neumarkt an der Theiß、ルーマニア語:Ioneşti）は、ハンガリー、チョングラード県の都市。

## 地理
県都セゲドの北東約25km地点にあり、南部ハンガリー第4位の人口を持つ。市内をティサ川が流れる。

## 歴史
市内からは先史時代の遺跡が見つかっている。15世紀に小さな村落が1つにされ、現在のホードメゼーヴァーシャールヘイの前身となる町がつくられた。市場町となったこの町は、1437年にはホードヴァーシャールヘイ（Hódvásárhely）と呼ばれていた。町はチョングラードからチャナド（現在のルーマニアの町、セナド）へ向かう道路に接しており、商売に有利な状況であった。中世の市場では家畜の売買が行われていた。
1542年以降、ティサ川とドナウ川に挟まれた一帯は、オスマン帝国領となった。ホードメゼーヴァーシャールヘイを含むティサ川東部は、トランシルヴァニア公国に従属していた。1552年のオスマン軍遠征でチョングラードが征服され、1566年の攻撃で一帯全体が荒廃した。以後150年間、トルコの占領下にあった。
18世紀のラーコーツィの独立戦争後、町は貴族カーロイ家の所有となった。
1860年代のティサ川干拓で、町周囲の湖や小川が干上がった。土地が生まれるにつれ、人口が増加した。1873年に独立した自治体となり、この頃に産業革命が始まった。1890年には人口5万5千人を数える、ハンガリー第4位の都市に成長した。20世紀初頭には市内に大きな建物や運河が築かれたが、人口の約7割は農業や畜産に従事していた。
第一次世界大戦、世界恐慌で打撃を受けながらも、農業（特に飼料となるトウモロコシ栽培）や家禽の生産が行われてきたが、第二次世界大戦で市は再び成長の機会をそがれた。1944年9月25日、ソ連軍がホードメゼーヴァーシャールヘイに到達した。富裕層は市から脱出していった。
戦後、1960年代後半に大規模工場が次々と設置され、完全雇用が達成されるも、市の産業状況が停滞していることは明らかだった。1980年代後半に、政治的・経済的破綻のみが浮上した。
1990年の民主化後、外へと目を向けた市は環境保護やインフラの整備に努めた。ヨーロッパ議会は市の取り組みを表彰した。現在、ホードメゼーヴァーシャールヘイは国内外旅行客がやってくる観光地である。

## 姉妹都市
| - バヤ, ハンガリー - ヴィディン, ブルガリア - アラド, ルーマニア - バイア・マーレ, ルーマニア - ハーレマーメール, オランダ - ヘヒンゲン, ドイツ - ケルメ, リトアニア | - センタ, セルビア - ソコバニャ, セルビア - ソロトヴィノ, ウクライナ - タマル, イスラエル - ヴァロリス, フランス - ズギェシ, ポーランド |